# Delegazione Benito Juárez
La Delegazione Benito Juarez è una delle sedici delegazioni che dividono la capitale Città del Messico. La delegazione fu creata agli inizi degli anni '40, ma prese i suoi attuali confini solo il 29 dicembre 1970. Il suo nome è in onore dell'ex presidente del Messico ed eroe nazionale Benito Juárez.
Si trova nella regione centrale di Città del Messico, e occupa 26,63 km², sorge sopra un terreno praticamente pianeggiante, a 2.232 m s.l.m. A nord, confina con le delegazioni: Miguel Hidalgo e Cuauhtémoc (dove si trova il centro storico della città); a ovest confina con la delegazione Álvaro Obregón, a sud con la delegazione Coyoacán, e a est con le delegazioni: Iztacalco e Iztapalapa. La posizione centrale della delegazione Benito Juárez la trasforma in un nodo nevralgico per lo spostamento tra le diverse zone della città. Per questa stessa ragione questa delegazione conta con numerosissime strade di grande importanza ed è servita da ben tre linee della metropolitana e con quattordici stazioni. La sua popolazione è di 360 000 abitanti ma quotidianamente due milioni di visitatori e lavoratori si riversano per le sue strade. La delegazione si divide in cinquantasei colonie.